# 알베르트 케셀링
알베르트 케셀링(Albert Kesselring: 1885년 8월 8일 - 1960년 7월 16일)은 제2차 세계 대전에서 활약한 독일의 군인이다. 제1차 세계 대전에는 육군으로 참전했지만, 나치당 집권 이후 공군(루프트바페)이 창설되자 이로 전속되었다. 제2차 세계 대전이 개시되자 처음에는 공군 지휘관으로 복무했으나 1943년 이탈리아에 연합군이 상륙하자 육군 부대를 포함한 지휘를 맡아 잘 막아냈다. 전후에 포로가 된 이탈리아 파르티잔을 사살한 혐의로 기소되어 전범재판에서 사형선고를 받았으나, 종신형으로 감형되었고 병으로 후에 풀려났다.
| 전임 중장 발터 베버 | 제2대 공군최고사령부 장군참모장 1936년 6월 5일 – 1937년 5월 31일 | 후임 항공대장 한스위르겐 슈툼프 |

| 전임 신설 | 제1대 제1공군함대 최고지휘관 1939년 2월 1일 – 1940년 1월 11일 | 후임 상급대장 한스위르겐 슈툼프 |

| 전임 항공대장 헬무트 펠미 | 제2대 제2공군함대 최고지휘관 1940년 1월 12일 – 1943년 6월 11일 | 후임 야전원수 볼프람 폰 리히트호펜 |

| 전임 신설 | 제1대 남부최고지휘관 1941년 12월 2일 – 1945년 3월 10일 | 후임 상급대장 하인리히 폰 피팅호프 |

| 전임 야전원수 빌헬름 폰 레프 기사 | 제2대 C 집단군 최고지휘관 1943년 11월 21일 - 1945년 3월 10일 | 후임 상급대장 하인리히 폰 피팅호프 |

| 전임 야전원수 게르트 폰 룬트슈테트 | 제7대 서부최고지휘관 1945년 3월 11일 – 1945년 4월 22일 | 후임 폐지 |

| 전임 야전원수 게르트 폰 룬트슈테트 | 제5대 D 집단군 최고지휘관 1945년 3월 11일 – 1945년 4월 22일 | 후임 폐지 |